# Alexander Sell

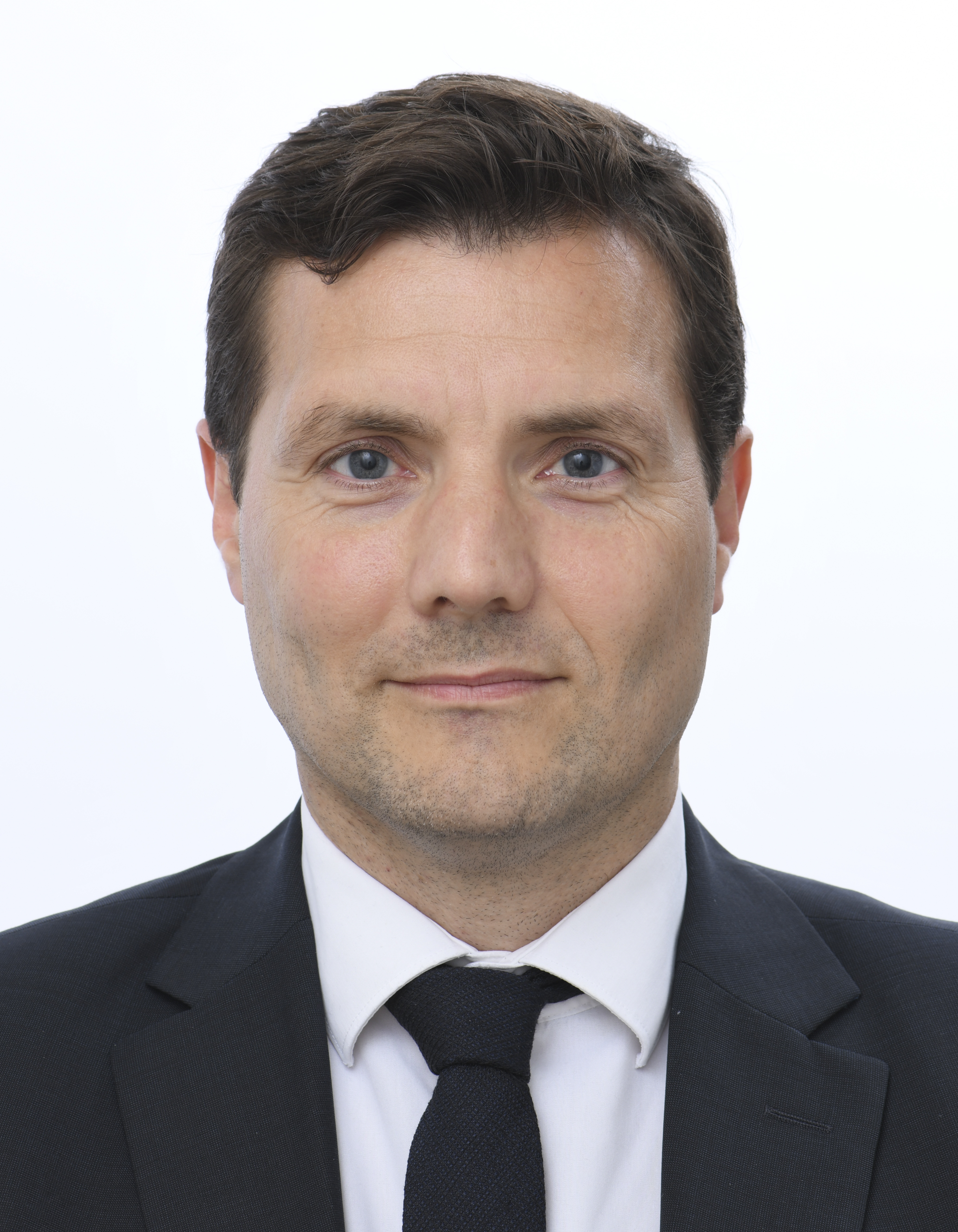
Alexander Sell (2024)

Alexander Heribert Sell (* 25. November 1980 in Mainz) ist ein deutscher Politiker (AfD) und seit 2024 Mitglied des Europäischen Parlaments. Seit August desselben Jahres ist er erster Vorsitzender der Europapartei Europa der Souveränen Nationen.

## Leben
Sell studierte Philosophie in Berlin und Paris. Im Rahmen eines Fulbright-Stipendiums nahm er an einem Forschungsaufenthalt an der Harvard University teil. 2019 promovierte er in Politischer Theorie und Ideengeschichte mit einer von Herfried Münkler betreuten Dissertation, die mit einem Elsa-Neumann-Stipendium gefördert wurde. Ab 2017 arbeitete er als wissenschaftlicher Mitarbeiter für den AfD-Bundestagsabgeordneten Bernd Baumann.
Sell hat eine Tochter.

## Politische Laufbahn
Sell trat 2013, in deren Gründungsjahr, in die Alternative für Deutschland ein. 2013 war er ehrenamtlicher Wahlkampfleiter der Partei in Berlin. 2015 verließ er die Partei aufgrund von Streitigkeiten im Bundesvorstand zwischen Frauke Petry und Bernd Lucke wieder. 2017 trat er der Partei erneut bei. Bei der Europawahl 2024 wurde Sell auf Listenplatz 15 und damit als letzter erfolgreicher AfD-Bewerber ins Europäische Parlament gewählt.

## Politische Positionen

### Europapolitik
Sell befürwortet die Auflösung der Europäischen Union und die Gründung eines „Bundes europäischer Nationen“ an ihrer Stelle. Die EU bezeichnet er als „dysfunktionale supranationale Institution“.

### Erfolge rechter Parteien
Den Erfolg rechter Parteien bei der Europawahl 2024 sieht Sell als Folge linker Politik und deren angeblich schlechter Migrations-, Finanz-, Energie-, Innen-, Sozial- und Wirtschaftspolitik.

### Finanzpolitik
Sell möchte den deutschen Anteil der EU-Finanzierung senken, da Deutschland seiner Meinung nach kein reiches Land mehr sei. Zudem möchte er den Euro abschaffen, da dieser nur mit einer politischen Union zu realisieren sei, die er ablehne. Die Finanzkrise infolge der Corona-Pandemie sieht er als Zeichen der Schwäche für den Euro. Sell stellt sich gegen Corona-Bonds und eine Vergemeinschaftung von Staatsschulden. Die hohe Inflation zu Zeiten der Corona-Krise sieht er in der „expansiven Geldpolitik der EZB“ begründet. Sell kritisiert, dass von der europäischen Währungsunion statt deutschen Arbeitnehmern vor allem ausländische Anteilseigner von DAX-Unternehmen profitieren.

### Migrationspolitik
Die Aufnahme zahlreicher Flüchtlinge seit 2015 hält Sell für einen Fehler. Er moniert, diese bekämen mehrheitlich Sozialleistungen, während deutsche Rentner und junge Familien nur einen geringen Lebensstandard hätten. Er kritisiert, dass die Nationalstaaten zu viel Souveränität über ihre Grenzen an die EU abgegeben haben. Er befürchtet ein „exponentielles Wachstum“ der migrantischen Bevölkerung, da die Geburtenrate bei Migranten zu hoch sei und der Anteil der Jugendlichen mit Migrationshintergrund deutlich höher sei als in anderen Bevölkerungsgruppen. Sell behauptet, bei muslimischen Migranten stelle die Mehrheit die Scharia über deutsche Gesetze und unterstütze Antisemitismus und Homophobie. Er kritisiert angeblich zu hohe Sozialleistungen für Menschen mit türkischem, libanesischem und syrischem Migrationshintergrund. In einer Rede warf er Pariser Muslimen vor, am Opferfest Schafe und Ziegen in ihren Badewannen zu schächten, sodass bei den Nachbarn das Blut aus den Abflüssen läuft.

### Innenpolitik
Sell sieht Deutschland als „wirtschaftlich im Niedergang befindliches Land“. Infolgedessen sieht er einen Staatszerfall und einen Verlust des staatlichen Gewaltmonopols.

## Veröffentlichungen
- Freiheit oder Macht: Republikanische Kritik am Steuerstaat in England und den USA. Campus Verlag, 2022, ISBN 978-3-593-45070-4.